# Grallipeza cantata
Grallipeza cantata är en tvåvingeart som beskrevs av Cresson 1926. Grallipeza cantata ingår i släktet Grallipeza och familjen skridflugor. Inga underarter finns listade i Catalogue of Life.